# Carl Crow
Carl Crow   (Missouri i Missouri City, 1884 - 1945) fou periodista, empresari i autor. Va dirigir diversos diaris i va obrir la primera agència de publicitat occidental a Xangai, Xina. Va dirigir l'agència durant 19 anys anys, creant anuncis al calendari i l'anomenat pòster sexy China Girl. També va ser editor fundador del Shanghai Evening Post and Mercury .

## Biografia
Amb AR Burt i JB Powell, Crow va publicar les biografies bilingües de xinès destacat (c.1925). Als anys trenta i quaranta, Crow va escriure 13 llibres, inclosa l'explicació del seu confucianisme, Mestre Kung: la història de Confuci (1937); l'anecdòtic The Chinese are Like That (1938), titulat My Friends the Chinese a Anglaterra ; i el seu llibre més popular, 400 milions de clients (1937). Aquest últim va guanyar un dels primers premis nacionals del llibre: el llibre més original de 1937, votat per membres de l'American Booksellers Association. 400 milions de clients s'han reimprès almenys dues vegades en el nou mil·lenni.
Carl Crow va arribar a Xangai el 1911 i va fer de la ciutat la seva llar durant un quart de segle, treballant-hi com a periodista, propietari de diaris i innovador home de publicitat. També va fer estades com a negociador d'ostatges, sergent de la policia d'emergències, cavaller camperol, intermediari per al govern nord-americà i propagandista. A mesura que avançava la seva carrera, també anaven avançant les fortunes de Xangai. La ciutat es va transformar en un sord remolí colonial quan va arribar Crow, a la pròspera i despietada metròpoli cosmopolita dels anys trenta quan Crow va escriure el seu llibre pioner 400 milions de clients, que va animar una inundació de negocis a la Xina en una intrigant presagia del boom actual.
El 1935, el Consell Municipal de Xangai va publicar un mapa per als visitants de la ciutat que van encarregar a Crow la producció. El 2005 es va imprimir una reproducció del mapa per ajudar a finançar la còpia de l'arxiu d'obres inèdites de Crow, diaris i correspondència de la Universitat de Missouri.
Entre les gestes de Crow hi havia assistir a les negociacions de Pequín que van conduir a la caiguda de la dinastia Qing, obtenir una primícia sobre la interferència japonesa a la Xina durant la Primera Guerra Mundial, negociar l'alliberament d'un grup d'ostatges occidentals d'un cau de bandits de muntanya sent un dels primers occidentals a viatjar per Burma Road durant la Segona Guerra Mundial. Va conèixer i va entrevistar la majoria de les figures més importants de l'època, inclosos Sun Yat-sen, Chiang Kai-shek, les Germanes Soong i el segon comandant de Mao Zedong, Zhou En-lai. Durant la Segona Guerra Mundial va treballar per a la intel·ligència nord-americana al costat d'Owen Lattimore, coordinant les polítiques dels EUA per donar suport a la Xina contra el Japó.
Era molt anti-japonès i, tement de la retribució, va deixar definitivament Xangai el 1937, pocs dies després que els japonesos atacessin com a part de la batalla de Xangai de la Segona Guerra sinojaponesa.
Va tornar a Chongqing el 1939, entrant a la Xina per la Burma Road de Yangon a Kunming. Va escriure un diari d'aquesta època que ha estat editat per l'escriptor anglès amb seu a Xangai Paul French i publicat com Carl Crow: The long road back to China.
Va morir a Manhattan el 1945.